# Lord (manga)
Pour les articles homonymes, voir Lord.
Lord (覇－ＬＯＲＤ－, Rōdo), est un manga écrit par Buronson et dessiné par Ryōichi Ikegami, adaptation libre de l'Histoire des Trois Royaumes, roman historique chinois du XIVe siècle traitant de la fin de la dynastie Han (206 av. J.-C. à 220 ap. J.-C.) et de la période des Trois Royaumes. Il a été prépublié dans le magazine Big Comic Superior de l'éditeur Shōgakukan entre 2004 et 2011, et a été compilé en un total de 22 tomes. Une suite directe, nommée Soul, Lord chapitre 2, a vu le jour entre 2011 et 2013, et a été compilé en 3 tomes. En France, seuls les dix premiers tomes ont été publiés par Pika Édition.
L'histoire se déroule en l'An 184 ap. J.-C.. L'armée du royaume de Yamatai, dirigée par Ryô'u, vient d'achever l'unification de Wa, l'ancien Japon, au profit de sa reine-prêtresse Himiko. Afin d'être digne de l'amour que lui porte sa reine, Ryô'u décide de partir à la conquête de la Chine et de la dynastie Han. Arrivé dans la province de You (en), il y rencontre Liu Bei, Guan Yu et Zhang Fei, trois hommes, frères jurés, eux aussi en quête du pouvoir suprême, avec lesquels il s'associe. Mais ils ne seront pas les seuls à vouloir arriver au sommet : le commandant Cao Cao, le mercenaire Lü Bu, l'insurgé Zhang Jue, le guerrier Sun Jian et le gouverneur Dong Zhuo cherchent chacun à leur façon à conquérir la capitale Luoyang.

## Résumé

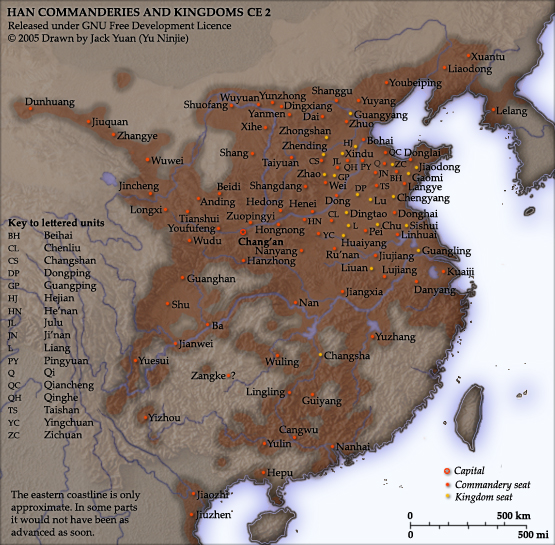
Principales villes sous les Han

À la suite de la mort de Liu Bei, Ryô'u prend son nom, et les nouveaux frères jurés recrutent alors une trentaine d'hommes pour former une milice. Ils vont alors venir en aide au capitaine Zou Jing contre l'insurrection des Turbans jaunes, et vont vite être confrontés à l'intraitable Cao Cao, commandant de cavalerie de l'armée impériale. Le gouverneur de la province de You, Liu Yan, les appelle alors à son chevet, et leur apprend qu'il fomente un complot contre l'Empire en levant secrètement des armées chez les peuples Xianbei et Wuhuan. Il souhaite utiliser Zhang Jue, le chef des Turbans jaunes qu'il a fait prisonnier, pour semer le désordre, et demande aux frères jurés de tuer Cao Cao qui a découvert ses plans, en leur prêtant 5 000 hommes, qu'il prévoit de retourner contre eux par la suite.
Mais les traitres plans du gouverneur tournent court : Lü Bu, un guerrier solitaire à qui il avait d'abord fait appel, enlève Zhang Jue, et l'attaque de ses hommes contre Cao Cao et ses 400 hommes et contre Liu Bei et sa milice est contrecarrée par Zhang Jue, libéré. Soigné par dame Wang Zhu, Zhang Jue s'associe alors avec les frères jurés, désormais sans milice, et retrouve son armée de 10 000 hommes menée par Xu Dong. Alors que les Turbans jaunes sont sur le point de mettre à mal l'armée de Cao Cao, elle est sauvée par la mansuétude de Guan Yu à son égard, qui tiraillé entre l'Empire et ses frères, va néanmoins suivre Liu Bei.
Désormais à la tête d'une milice de 10 000 hommes, Liu Bei charge Zhaoyun, femme mercenaire désormais à ses ordres, de placer Zhang Jue en lieu sûr à Langye dans la province de Xu, tandis qu'il est chargé par l'un des trois commandants impériaux, Lu Zhi, d'aller en aider un autre, Huangfu Song, à Changshe. L'on y découvre alors l'armée secrète de Cao Cao, les Cavaliers noirs de Xiahou, qui devancent l'armée de Liu Bei. Cao Cao propose ensuite aux frères jurés d'aller à Luoyang à la cour impériale, où ils décident de tenter un coup de force et de prendre le palais. Mais le gouverneur Dong Zhuo, chargé par l'intendant Jian Shuo de les exécuter en échange du poste de commandant impérial de Lu Zhi, va annihiler leur tentative, en les laissant toutefois s'échapper.

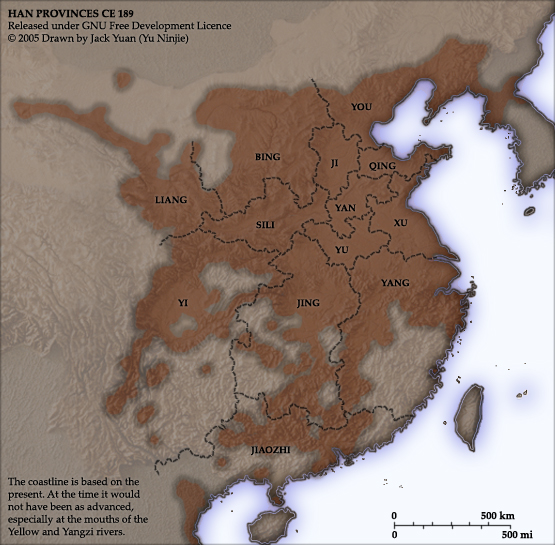
Provinces de Chine en 189

Devenu commandant impérial, Dong Zhuo charge Lü Bu de lui former une armée de barbares d'au-delà la Grande Muraille dans la province de Bing, jugeant celle de l'empire trop faible. L'insurrection des Turbans jaunes est terminée, les trois Grands généraux de la Voie de la grande paix sont morts. Liu Bei (à Liaodong, You), Cao Cao (à Jinan, province de Qing), ainsi que Sun Jian, le troisième chef militaire émergeant dans la province de Yu (en), sont mis à l'écart par les dix intendants de la cour, à des postes éloignés ou en tant qu'armée de réserve. Zhaoyun, violée par Lü Bu, donne naissance à Langye à son fils Guan Ping, adopté par Guan Yu. An 188, chacun a développé son armée, et les luttes d'influences à la cour vont de plus belle entre les dix intendants et He Jin, le grand général, et sa sœur, concubine de l'Empereur et mère de son fils ainé. Cao Cao est rappelé à la cour par les intendants, tandis que son cousin Yuan Shao est appelé par He Jin afin de tuer Cao Cao.
Tout s'accélère lorsqu'en avril 189, l'empereur décède. He Jin souhaite que le prince Bian, l'aîné et fils de sa sœur dame He, monte sur le trône, tandis que les eunuques militent pour le brillant cadet, prince Xie, dont le père pourrait être Cao Cao. Sun Jian et les frères jurés empêchent Cao Cao d'exécuter He Jin, qui intronise alors le prince Bian. Devant l'opposition des intendants, leur chef Jian Shuo et son sous-fifre Zuo Feng sont tués. Yuan Shao envoie ensuite son cousin Yuan Shu tuer le prince Xie, qui est sauvé et mis en lieu sûr par Liu Bei, associé à Cao Cao et Sun Jian. Dong Zhuo enlève alors le prince pour le faire remettre à He Jin par les deux intendants Zhang Rang et Duan Gui : il en profite pour décapiter He Jin, et fait accuser l'ensemble des eunuques, qui sont alors massacrés par Yuan Shu et ses hommes. Dong Zhuo récupère les deux princes, et prend ainsi le contrôle de Luoyang à la tête de l'armée de Lü Bu, qui le quitte momentanément.
Désormais premier ministre, Dong Zhuo soumet Yuan Shao et Yuan Shu. Afin d'obtenir l'appui de Liu Bei, Cao Cao et Sun Jian, il accepte de destituer le prince Bian, au profit du prince Xie qui devient l'empereur Xiandi, contre la présence à ses côtés en tant qu'otages de Cao Pi et Sun Ce, les enfants de Cao Cao et Sun Jian, ainsi que de Zhang Fei. Lü Bu, épris de Zhaoyun, revient alors à la cour afin de se mesurer à Liu Bei, que sa bien-aimée admire, et se déclare fils adoptif de Dong Zhuo.
Alors que Dong Zhuo fait mettre Luoyang à feu et à sang pour imposer son pouvoir, Zhang Fei finit par s'échapper avec Cao Pi et Sun Ce, et surtout avec l'édit du jeune empereur Xiandi réclamant l'exécution de Dong Zhuo. Ils sont tous trois interceptés par Yuan Shao, qui s'en va remettre l'édit à Liu Bei… Dans le même temps, Lü Bu comprend qu'il est père, et Guan Yu s'éprend de la jeune et belle Diao Chan, princesse devenue danseuse et fille de joie. Souhaitant accéder au pouvoir, elle tente de séduire Dong Zhuo.
Yuan Shao, devenu chef des alliés contre Dong Zhuo grâce à l'édit, met en première ligne les armées de ses rivaux Liu Bei, Cao Cao et Sun Jian pour qu'ils soient décimés en premier, avec l'aide de Yuan Shu. Néanmoins, ces derniers réussissent ainsi à capturer Lü Bu. Guan Yu tente de récupérer Diao Chan à la cour de Luoyang ; il s'introduit dans le palais impérial avec l'aide d'un esclave appelé Jôgen, qui s'avère être japonais. Lü Bu finit par s'enfuir avec l'aide du rusé Chen Gong, qui décide de l'accompagner.
Cao Cao expulse Yuan Shao et Yuan Shu et prend la tête de la coalition des douze généraux et de leurs 300 000 hommes. Yuan Shao et Yuan Shu attaquent alors les bases arrière désertées des douze généraux, et la coalition éclate, laissant Liu Bei, Cao Cao et Sun Jian seuls avec 30 000 hommes. À Luoyang, Dong Zhuo exécute le prince Bian et sa mère devant Lü Bu et Diao Chan, qui décide de rester à la cour pour protéger l'empereur. Dong Zhuo décide finalement de brûler la ville pour aller fonder sa dynastie à Chang'an. Il apprend que Lü Bu est père et est épris de Zhaoyun, il tente alors de faire enlever Guan Ping, mais est doublé par Jôgen. Yuan Shu attaque Changsha, le fief de Sun Jian, et enlève son deuxième fils Sun Quan. Yuan Shu les utilise comme rançon pour pousser Sun Jian à attaquer l'armée de Yuan Shao. Liu Bei devance Dong Zhuo et prend le contrôle de Chang'an.
Sun Jian accompagné de son fils aîné Sun Ce retrouvent Zhou Yu et Hua Tuo, qui était au chevet de Sun Quan. Diao Chan finit par coucher avec Dong Zhuo dans l'espoir de devenir la mère du futur empereur. Dong Zhuo décide finalement d'établir la nouvelle capitale à Mei, alors que les réfugiés de Luoyang affluent à Chang'an. Guan Ping s'échappe de Jôgen, et trouve refuge auprès de Xun Yu, ancien stratège de Yuan Shao. Ils rencontrent Cao Cao, dont l'armée s'est réfugiée à Chenliu, qui leur laisse deux hommes comme escorte. Jôgen fait prisonnier Zhaoyun, et la livre à Dong Zhuo. Liu Bei va voir Sun Jian, afin de connaitre ses intentions.

## Personnages
En gras les personnages principaux, lien interne pour les personnages présents dans le roman.

### Les Frères jurés
- Ryô'u : fils d'un chef de tribu du pays de Wa, Ryô'a, il est éduqué par un stratège chinois, Zhai Hui, avec son fils, Zhai Sheng, qui donneront tous deux leur vie pour le sauver[1]. Il rentre par la suite dans l'armée du pays de Na, avant d'unifier le pays de Wa pour la reine Himiko[1]. Guerrier exceptionnel et valeureux, il souhaite conquérir la Chine, où il s'est déjà rendu par le passé et y a rencontré Cao Cao à la Cour de l'Empereur[2]. Intrigué par Liu Bei, il décide de l'accompagner lui et ses deux compagnons Guan Yu et Zhang Fei. Mais devant sa cruauté et ses ambitions, il élimine Liu Bei[3], avant de se voir offrir par Guan Yu de prendre sa place et sa bannière. Il va alors monter une armée selon ses valeurs et ses principes : des soldats qui aient quelque chose à défendre[4], et à la détermination résignée[5].
- Liu Bei Xuande est un héritier des Han, dernier descendant de Liu Sheng (en), prince Jing de Zhongshan[6],[note 5]. Ayant amassé un imposant butin et de nombreux chevaux à force de brigandage afin de recruter des soldats, il est tué par Ryô'u qui prend sa place, estimant qu'il n'est pas digne d'être un futur empereur[3].
- Guan Yu Yunchang, né dans le Sili[note 6], près de la capitale de l'Empire, Luoyang. Ayant tenté auparavant en vain de réunir des hommes, il est à la recherche d'une bannière capable de rallier des soldats afin de restaurer le pouvoir impérial désormais décadent[7]. Intelligent, au sens de l'honneur développé, il est expert du guandao (en), une arme d'hast à hampe moyenne, traduite comme cimeterre dans la version française bien que plus proche d'une hallebarde[8].
- Zhang Fei Yide : ayant suivi Liu Bei par crainte et faiblesse, la mort de son « frère ainé » le fait se remettre en question, et il finit par suivre le nouveau Liu Bei afin de devenir un homme plus grand[9]. Il peut sembler idiot et grossier, mais il est surtout loyal et sincère. C'est lui qui va s'occuper du prince Xie lors de sa fuite du palais impérial[10].

### Les Indépendants
- Reikan, jeune femme qui fut la première à accueillir Ryô'u en Chine[11]. Elle le suivra peu après la destruction de son village par les troupes impériales[12].
- Zhaoyun Zilong, mercenaire au service de deux marchands de chevaux, Su Shuang et Zhang Shiping, puis du général Gongsun Zan, elle est d'abord ennemie de Ryô'u avant de se joindre rapidement à lui, à la demande de Gongsun Zan[13]. Elle se révèlera être une femme, et tombera enceinte de Lü Bu afin d'épargner Reikan d'un viol[14].
- Lü Bu Fengxian, surnommé « l'Homme qui élève les loups ». Cet archer accompli[15] aux cheveux clairs et aux yeux vairons va s'opposer à Ryô'u et Cao Cao. Obsédé par l'idée d'avoir une descendance, il tentera de violer Reikan mais celle-ci sera sauvée par le consentement de Zhaoyun[16]. Il passera ensuite sous les ordres de Dong Zhuo pour former son armée, en contrepartie de l'obtention du cheval Lièvre Rouge[17].
- Diao Chan, une danseuse ambulante qui va soigner Zhang Fei[18], avant de séduire Guan Yu puis Lü Bu[19]. Elle est en fait la fille unique de la plus puissante des familles de la province de Liang, qui avait levé une armée pour l'indépendance de sa province[20], révolte matée par Lü Bu à la tête de la nouvelle armée de Dong Zhuo[21]. Elle veut se venger et prendre le pouvoir avec son corps[22].
- Chen Gong, un préfet rencontré par Liu Bei qui va mettre son intelligence au profit de Lü Bu[23].
- Jôgen, interprète de Dôki, l'émissaire japonais ayant précédé Ryô'u en Chine, qu'il a trompé pour prendre sa place à la tête de la délégation[24]. Sans succès : il est démasqué par Cao Cao et devient esclave à la cour, avant d'être « libéré » par Guan Yu[25].
- Hua Tuo, un médecin qui va soigner Sun Quan, le fils cadet de Sun Jian alors enlevé par Yuan Shu, puis Sun Jian lui-même[26].
- Xun Yu, stratège de Yuan Shao qu'il quitte insatisfait[27]. Il va protéger Guan Ping et se rapprocher de Cao Cao[28].
- Zhou Yu, un ami de Sun Jian de la province de Yang[29].

### Les Turbans jaunes
- Zhang Jue, le Grand général du ciel de la Voie de la grande paix, responsable de l'insurrection des Turbans jaunes[30]. Son armée de 10 000 hommes est commandée par Xu Dong, son bras droit[31]. Malade, il demandera à Ryô'u de le tuer après lui avoir confié son armée, devant Cao Cao et Sun Jian, « les trois perles rares du grand continent »[32], alors que Xu Dong donnera sa vie à Liu Bei lors de sa tentative de prendre la cité impériale avec Cao Cao[33].
- Zhang Bao : Grand général de la terre, frère de Zhang Jue[31]. Vil, utilisant les civils comme bouclier humain, il sera tué par Yen Zheng, un ancien de ses soldats passé au service de Zhang Jue puis Liu Bei[34].
- Zhang Liang : Grand général des hommes, frère de Zhang Jue[31]. Il sera tué par Cao Cao[35].

### L'Armée impériale
Elle est dirigée du palais par le grand général He Jin, et sur le terrain par trois commandants impériaux : Zhu Jun (en), Lu Zhi et Huangfu Song.
- Cao Cao Mengde est un seigneur ambitieux et sans pitié, petit-fils adoptif d'un eunuque de la cour, proche de l'Empereur et sous l'ordre du général Zhu Jun[36]. Il est impressionné par Ryô'u dès leur première rencontre[37], et lui voue rapidement une haine féroce.
- Sun Jian Wentai, officier des Han, surnommé « le Tigre de Jiang Dong » ; il se bat pour ses fils Sun Ce et Sun Quan, et a beaucoup de respect pour Ryô'u[38].
- Dong Zhuo Zhongying, général qui remplacera le commandant Lu Zhi avec l'aval de l'intendant Jian Shuo[39]. Tout comme Ryô'u et Cao Cao, il cherche à s'emparer du pouvoir, ce qu'il fait en semant le chaos[40]. Il finira par tuer He Jin en utilisant les intendants Zhang Rang et Duan Gui[41]. Il poussera ensuite Yuan Shu à tuer les eunuques pour avoir le champ libre[42].
- Yuan Shao Benchu : appelé à la capitale par les intendants, il va finalement servir He Jin ; il est prêt à tuer son ami Cao Cao pour le pouvoir[43].
- Yuan Shu, cousin de Yuan Shao, un guerrier brutal et stupide qui tentera d'exécuter le prince Xie pour le compte de son cousin[44].
- Gongsun Zan, général de cavalerie obèse, il fut le souffre-douleur de Liu Bei durant leurs années d'enseignements par Lu Zhi, qu'il sert désormais[45]. Quand Ryô'u le tua et prit sa place, il montra plus de sympathie pour le nouveau Liu Bei[46]. Il quitte l'armée impériale après que Dong Zhuo ait remplacé Lu Zhi et accumulé les défaites, et finit par suivre Liu Bei[47]. Il monte toujours un cheval blanc[31].
- Hua Xiong, de son vrai nom Dôki, un ancien émissaire japonais perdu en Chine, et sauvé par Dong Zhuo. Il devient général de son armée et lui reste fidèle par gratitude. Il est tué par Sun Jian et meurt dans les bras de Ryô'u, son ami[24].

### La Cour impériale
- L'Empereur Ling, nommé empereur à la suite de la mort de l'Empereur Huan, sans descendance. Il a deux enfants :
  - le prince Bian (en), l'ainé, fils de la concubine dame He[note 7], sœur de He Jin qui tuera dame Wang par jalousie[48].
  - le prince Xie, le cadet, fils de dame Wang, et peut-être de Cao Cao en lieu et place de l'Empereur[49]. Il deviendra finalement l'Empereur Xian ou Xiandi[50].
- Les Dix Eunuques : dix eunuques, parmi lesquels Jian Shuo (en), Zhang Rang et Duan Gui (en), qui se livrent à une lutte d'influence avec He Jin auprès de l'Empereur[38]. Ils poussent l'Empereur à créer une garde impériale personnelle formée de huit colonels, dont Jian Shuo lui-même, Cao Cao et Yuan Shao[51]. Jian Shuo (et son sous-fifre Zuo Feng) sera tué par Guan Yu[52], Zhang Rang et Duan Gui seront tués par Zhang Fei[53], les autres intendants et eunuques seront massacrés par Yuan Shu[42].
- Wang Zhu, ancienne concubine de l'empereur Huan, fut exilée de Luoyang par He Jin et rendue aveugle par Jian Shuo[54]. Elle s'occupera de Zhuge Liang quand Zhang Jue le lui confiera[55], ainsi que de Guan Ping[56].

### Les Enfants
- Zhuge Liang Kong Ming, enfant confié à Wang Zhu par Zhang Jue peu avant sa mort, il est doté d'une grande intelligence et comprend parfaitement L'Art de la guerre de Sun Tzu[55].
- Guan Ping, fils de Zhaoyun et Lü Bu, adopté par Guan Yu et élevé par Wang Zhu en l'absence de ses parents. Il semble être doté de la même habilité à l'arc que son père[56].
- Cao Pi, le fils de Cao Cao, qui tiendra compagnie à l'Empereur Xian avec l'un des fils de Sun Jian, Sun Ce[50].

## Analyse de l’œuvre

### Différences avec l'Histoire des Trois Royaumes
Les personnalités, marquées, des protagonistes semblent plus proches de la tradition et du roman que de la vérité historique : Cao Cao est un noble érudit impitoyable, en opposition à Liu Bei (le nouveau, donc en vérité Ryô'u), un conquérant désargenté qui se bat pour le peuple et pour sa liberté. Guan Yu est droit et honorable, Zhang Fei rustre et impulsif, Lü Bu cupide et brutal.
Cependant le personnage de Ryô'u, usurpateur de l'identité de Liu Bei et héros de l'histoire, est une pure invention de Buronson et Ikegami. Ryô'u, bien que venant du Japon sous développé d'alors, est le guerrier le plus vertueux du manga, imposant à ses acolytes chinois de ne pas faire preuve de cruauté envers le peuple,.

### Lorddans l'œuvre de Buronson et Ryōichi Ikegami
On retrouve dans Lord de nombreuses sujets chers à Buronson et Ryōichi Ikegami : des hommes virils en quête du pouvoir, n'hésitant pas à tuer pour y parvenir, un héros vertueux protégeant les faibles, des ennemis impitoyables qui n'hésitent pas à trahir pour réussir. Ou l'usage de la force au profit de son ambition, la droiture de l'un s'opposant à la barbarie de l'autre. L'intérêt de Lord résidant dans le fait que ses thématiques sont transposées du Japon contemporain (et du milieu des yakuza) à la fin de l'empire Han en Chine du IIe siècle. De plus, le grand nombre de personnages diversifie les motifs de conquête :
- Liu Bei/Ryô'u cherche à être digne de celle qu'il aime puis, avec Zhang Jue, visent à libérer le peuple[30],[59] ;
- Guan Yu a d'abord pour but de rétablir un pouvoir impérial respectable[60] ;
- Cao Cao veut être un homme digne et fort[61] ;
- Lü Bu vise les femmes de la capitale pour sa descendance[62] ;
- Sun Jian s'évertue à faire honneur à ses enfants Sun Ce et Sun Quan[38].

Contrairement aux autres séries du duo, et à l'image de l'histoire originale, les femmes sont ici quasi absentes, ou figurantes (serveuses, femmes de réconfort, paysannes), Dame Himiko n'étant présente qu'au début du chapitre 1, et Reikan, la villageoise, n'apparaissant que rarement (au début des tomes 1 et 3). Ceci a peut-être poussé le dessinateur à faire du mercenaire Zhaoyun Zilong une femme se travestissant en homme. Le fait qu'il ait « senti (son) cœur battre avec ferveur » pour Ryô'u laissant rapidement planer le doute sur ses sentiments envers lui. La danseuse Diao Chan, en apparaissant au volume six, vient cependant changer la donne.

### Postérité
- Il existe des produits dérivés de la série au Japon, notamment un pachinko proposé par la société Sankyō depuis 2007[65].

- La série était nommée aux Japan Expo Awards, catégorie Seinen à la Japan Expo 2009, en concurrence avec Blessures nocturnes, Detroit Metal City, L'Histoire des 3 Adolf, La Force des humbles, Les Gouttes de Dieu, Me and the Devil Blues et Team Medical Dragon[66]. Le prix a finalement été remporté par Detroit Metal City[67].

## Manga
Le manga parait en prépublication dans le magazine Big Comic Superior de Shōgakukan du 10 septembre 2004 (no19) au 24 février 2011 (no5). Après une interruption de quelques mois, la suite du manga parait sous le nom de Soul, Lord chapitre 2 (ＳＯＵＬ　覇　第２章, Souru Rōdo dai 2 shō) entre le 10 juin 2011 (no13) et le 11 janvier 2013 (no3).
La version française est publiée par Pika Édition avec une traduction de Taro Ochiaï (volumes 1 à 6), puis de Satoko Fujimoto et Patrick Honnoré (volumes 7 à 10). À la suite de négociations infructueuses avec Shōgakukan, Pika Édition annonce le 18 avril 2012 l'arrêt définitif en France de la série, aux côtés de 7 Seeds et Tetsuwan Birdy.

### Liste des volumes
| no | Japonais          | Japonais      | Français        | Français          |
| no | Date de sortie    | ISBN          | Date de sortie  | ISBN              |
| -- | ----------------- | ------------- | --------------- | ----------------- |
| 1  | 28 janvier 2005   | 4091875114    | 23 avril 2008   | 978-2-8459-9852-0 |
| 2  | 26 avril 2005     | 4091875122    | 18 juin 2008    | 978-2-8459-9879-7 |
| 3  | 30 septembre 2005 | 4091875130    | 20 août 2008    | 978-2-8459-9904-6 |
| 4  | 26 décembre 2005  | 4091875149    | 22 octobre 2008 | 978-2-8459-9932-9 |
| 5  | 27 avril 2006     | 4091803261    | 3 décembre 2008 | 978-2-8459-9959-6 |
| 6  | 28 juillet 2006   | 4091805760    | 22 avril 2009   | 978-2-8459-9959-6 |
| 7  | 26 décembre 2006  | 4091808964    | 19 août 2009    | 978-2-8116-0097-6 |
| 8  | 27 avril 2007     | 9784091811998 | 2 décembre 2009 | 978-2-8116-0159-1 |
| 9  | 30 juillet 2007   | 9784091813770 | 19 mai 2010     | 978-2-8116-0277-2 |
| 10 | 30 novembre 2007  | 9784091815309 | 20 octobre 2010 | 978-2-8116-0360-1 |
| 11 | 29 février 2008   | 9784091817501 |                 |                   |
| 12 | 30 mai 2008       | 9784091818980 |                 |                   |
| 13 | 29 août 2008      | 9784091821362 |                 |                   |
| 14 | 28 novembre 2008  | 9784091822604 |                 |                   |
| 15 | 27 février 2009   | 9784091823748 |                 |                   |
| 16 | 30 juillet 2009   | 9784091825728 |                 |                   |
| 17 | 30 novembre 2009  | 9784091827678 |                 |                   |
| 18 | 29 janvier 2010   | 9784091830074 |                 |                   |
| 19 | 28 mai 2010       | 9784091831651 |                 |                   |
| 20 | 30 août 2010      | 9784091833860 |                 |                   |
| 21 | 25 décembre 2010  | 9784091835369 |                 |                   |
| 22 | 30 mars 2011      | 9784091837202 |                 |                   |

| no | Japonais        | Japonais      |
| no | Date de sortie  | ISBN          |
| -- | --------------- | ------------- |
| 1  | 29 février 2012 | 9784091843982 |
| 2  | 30 août 2012    | 9784091846549 |
| 3  | 29 mars 2013    | 9784091851369 |

## Citations
« Un souverain authentique doit renoncer au désir et au vulgaire… sans quoi il ne peut régner… Pour soumettre le peuple, il se doit d'être l'égal d'un dieu… »
— Cao Cao, tome 1, planche 10
« Un monarque, pour régner, doit pouvoir être parfois un dieu juste, parfois un dieu injuste… Mais il devra aussi parfois devenir… un démon implacable… »
— Ryô'u, tome 1, planche 12
« Par quelle vertu l'homme noble est-il guidé ? Pour quelle vertu est-il prêt à mourir ?
La loyauté guide sa vie, la droiture, sa mort… »
— Ryô'u, tome 1, planche 194, case 5 et planche 195